# 대한항공 916편 이륙 사고
대한항공 916편 이륙 사고는 1994년 9월 22일 대한항공 보잉 747-400 이륙중 우박에 맞은 사건이다. 인명 피해는 없었다

## 같이 보기
- 대한항공의 사건 및 사고